# Liska
Liska – wieś w Chorwacji, w żupanii splicko-dalmatyńskiej, w gminie Dugopolje. W 2011 roku liczyła 56 mieszkańców.